# Arichanna olivescens
Arichanna olivescens là một loài bướm đêm trong họ Geometridae.